# Murga Joven
Murga Joven es un proyecto de la Comisión de la Juventud de la Intendencia de Montevideo y el Taller Uruguayo de Música Popular, fundado en 1998. Nació como un proyecto sociocultural y pedagógico, que buscaba generar un espacio para las personas jóvenes interesadas en la murga. 
En sus casi tres décadas de existencia, Murga Joven ha sido en los últimos años un renovador de la murga.En 2025, aproximadamente el 40% de los conjuntos que participaron en el carnaval en Uruguay provinieron de Murga Joven.
En noviembre de 2021, se presentó el Archivo Murga Joven, un proyecto de la Facultad de Información y Comunicación y la Cátedra Unesco de Carnaval y Patrimonio, liderada por Milita Alfaro, que busca rescatar la experiencia de Murga Joven.
La experiencia ha sido investigada como una política de promoción de la democracia participativa y el fomento de la participación de los jóvenes en el arte y la cultura.Es también analizada como un proceso de creación de política pública a partir de la relación entre diferentes actores institucionales.

## Murgas ganadoras del encuentro

### 1998
- Japilong

### 1999
- Antimurga de Florida
- La Mojigata

### 2000
- Demimurga
- La Catonga
- La Mojigata
- Murgarrón

### 2001
- Demimurga
- La Minga
- Queso Magro

### 2002
- Agarrate Catalina
- Murga Quimera
- Queso Magro

### 2003
- A Falsa Escuadra
- Japilong
- La Lunática
- Queso Magro

### 2004
No hubo premiación.

### 2005
- Arrajatabla
- Che Papusa
- Japilong
- La Inquilina
- La Murgarcha

### 2006
- A Falsa Escuadra
- Ariscos Pa'l Jabón
- Esquina Peligrosa
- Fondo Blanco
- Rey Bufón

### 2007
- Cero Bola
- Fondo Blanco
- La Lunática
- La Trasnochada
- Metele Que Son Pasteles

### 2008
- A Falsa Escuadra
- Cayó La Cabra
- Cero Bola
- La Fragua
- La Turba
- Metele Que Son Pasteles

### 2009
- Cayó La Cabra
- Cero Bola
- Correla que va en Chancletas
- En Dos Panes
- La Cachimba

### 2010
- Alicia
- Cayó La Cabra
- Foggata y Tuca
- La Buchaca
- Nació de Nalga

### 2011
- Foggata y Tuca
- Háganse Cargo
- La Buchaca
- La Venganza de los Utileros
- Nació de Nalga
- Sophie Jones

### 2012
- Bajala por Ruffini
- Che Papusa
- Harzo Monigote
- Nació de Nalga
- Sophie Jones

### 2013
- Che Papusa
- Háganse Cargo
- Harzo Monigote
- La Milanga Nacional
- Mi Vieja Mula
- Sophie Jones

### 2014
- Borracha No Vale
- Háganse Cargo
- Harzo Monigote
- La Milanga Nacional
- Zarto Disparate

### 2015
- Háganse Cargo
- La Macana
- La Milanga Nacional
- La Perica
- Regalada pa' la Foto

### 2016
- A la Bartola
- La de Acridu
- La Perica
- Murgan Friman
- Vino de Zopetón

### 2017
- La Castrada
- La Walter Nelson
- Los Caretas de la Cuadra
- Mi Vieja Mula
- Vino de Zopetón

### 2018
- A la Bartola
- La Perica
- Nuez Changa
- Tute y Conga
- Vino de Zopetón

### 2019
- A la Bartola
- La Catinguda
- La Mínima
- La Otra
- Picame la Cebolla

### 2020
- La Catinguda
- La que Entona el Premolar
- La Sandía de la Torta
- Perlita Cucú
- Tute y Conga

### 2021
- Felices Pascuas
- La Catinguda
- La Mínima
- La Sandía de la Torta
- La Trojadera

### 2022
- Jorge
- La Coaching de la Lora
- La de Siempre
- La Sandía de la Torta
- Picame la Cebolla

### 2023
- Jorge
- La Peor
- La Pituca
- Lali Mada
- Sorda de un Oído

### 2024
- Convencimos a Martín
- Cuál
- La Pochoneta
- Palta y Pesto
- Se Mamó la Ternera